# Grosse Aa (Sempachersee)
Die Grosse Aa, laut Bundesamt für Landestopografie Gross Aa, ist der rund 10 Kilometer lange Hauptzufluss des Sempachersees im Schweizer Kanton Luzern. Im Oberlauf trägt sie der Reihe nach auch die Namen Fuchsweidbach, Sellebodebach (Sellenbodenbach) und Neubaubach.

## Geographie

### Verlauf
Die Grosse Aa entspringt auf 723 m ü. M. in einem Hangwäldchen am Osthang des Hombergs (839 m ü. M.) direkt bei der denkmalgeschützten Huobschür. Nur wenig südsüdöstlich entspringt am Quellhorizont der Kellenbach, welcher jedoch über den Hellbühler Rotbach in die Reuss entwässert.
Sie verläuft anfangs nach Osten durch das Wäldchen, gefolgt von einem Abschnitt mit dichtem Ufergehölz bei Bodematt, in dem sich der Bach nach Norden wendet. Sie erreicht den Steimattwald und bildet ein kleines Tobel, wobei sie, bevor sie in Neuenkirch weiterfliesst, kurz die Gemeindegrenze markiert. Nach einem Bogen nach Südosten erreicht sie die Neurütistrasse, wo für die Trasse das Tobel aufgeschüttet wurde. Nach Unterquerung der Strasse wendet sie sich nach Osten und bildet nun ein tief in das Geschiebemergel der Moräne eingeschnittenes Tobel. Dabei ist die Grosse Aa auf die vorwiegend aus Sandsteinen zusammengesetzte Obere Meeresmolasse gestossen. Sie durchfliesst hier bis zu 15 Meter hohe Wasserfälle, während die Hänge von Rutschungen gezeichnet sind.
Sie erreicht den Hof Bremgarten und nimmt zugleich den Bodenmattbach von rechts auf, ehe sie kurz nach Nordosten weiterfliesst und dabei den Hof Gspan passiert. Bei der Einmündung des Steinmattbachs von links knickt sie nach Osten ab und fliesst in dessen Fliessrichtung weiter. Den Bach säumen nun dichtes Gehölz mit vereinzelt hohen Bäumen. Die Grosse Aa unterquert die Neuenkirchstrasse und erreicht die von einem schmalen Wäldchen geprägte Mündung eines rechten Zuflusses und führt dessen Fliessrichtung nach Nordosten weiter. Sie passiert den rechtsseitig gelegenen Hof Stritholz, während sich am anderen Ufer in wenig Abstand der Lonwald entlangzieht. Ab hier erheben sich bis zur Mündung mehrere Drumlins und Rundhöcker entlang des Bachlaufs.
Es folgt am rechten Ufer ein kleiner Teich unterhalb des Bernhofs, bevor sie zwischen dem leicht erhöhten Hof Lohn im Westen und dem Bärnhofwald im Osten hindurchfliesst. Nach einem kleinen Feuchtgebiet mit drei Teichen am linken Ufer beim Hof Emmenwald wird sie von der 1838 erbauten Weiherhüslibrücke überbrückt, eine Steinbogenbrücke, über welche heute die Hauptstrasse 2 (Luzernstrasse) verläuft. Beim kurz darauf folgenden Weiler Rippertschwand wendet sich die Grosse Aa in einem Bogen nach Nordwesten. Hier bildet sie die westliche Siedlungsgrenze und fliesst dann am Hof Kenelmatt vorbei, ehe am rechten Ufer der Scheibenstand des Schützenhauses Neuenkirch folgt, wobei über den Bachlauf geschossen wird.
Nach der direkt darauffolgenden Einmündung des Voramstegbachs von links passiert sie das wenig westlich auf einer Anhöhe gelegene Neuenkirch und durchfliesst dabei den Weiler Sellenboden. Es folgt die Einmündung des Dorfbachs von links, ehe sie sich bei Maiengrüeni erneut nach Nordosten wendet, und weiterhin von einem Gehölzsaum begleitet wird. Nach der Unterquerung der Bahnstrecke Olten–Luzern erreicht sie den Weiler Adelwil, wo ihr von rechts der Waldbach zufliesst. Sie knickt zugleich nach Nordwesten ab und bildet die Bebauungsgrenze des Ortsteils Sempach Station, während sich am rechten Ufer der Fenerehubel (562 m ü. M.) erhebt. Ab Gottsmänigen fliesst zu ihr parallel etwas nördlicher die Kleine Aa.
Sie markiert nun für rund 150 Meter die Gemeindegrenze zu Sempach, ehe sie die Grenze ganz überschreitet und das rechtsufrig gelegene Seesatz tangiert. Hier wird sie von der Hauptstrasse 296 (Luzernerstrasse) sowie der Schlichtistrasse überbrückt. Es folgt die Brücke der Seelandstrasse, bevor sie durch einen Campingplatz fliesst. Hier überspannt den Bach eine gedeckte Holzbrücke, die einzige noch erhaltene der Gemeinde. Schliesslich mündet die Grosse Aa inmitten des Campingplatzes auf 504 m ü. M. in den Sempachersee.

### Einzugsgebiet
Das Einzugsgebiet der Grossen Aa misst 15,7 km², davon sind 71,8 % Landwirtschaftsfläche, 18 % bestockte Fläche, 10 % Siedlungsfläche sowie 0,2 % Gewässerfläche.
Der höchste Punkt des Einzugsgebiets wird mit 839 m ü. M. beim Übungsplatz bei Gross Homberg (Ruswil) erreicht, die durchschnittliche Höhe beträgt 589 m ü. M. Der mittlere Jahresniederschlag liegt am Oberlauf bei 1266,72 mm, am Unterlauf ab Adelwil beträgt er 1148,41 mm.

### Zuflüsse
Vom Ursprung zur Mündung, die Abschnittsnamen in Fettdruck, die Namen nach dem Geoportal Luzern und die Daten nach dem Geoserver der Schweizer Bundesverwaltung
Fuchsweidbach, 1,0 km
- Bodenmattbach (rechts), 0,6 km

Neubaubach, 4,1 km, 3,79 km²
- Waldhusbach (links), 0,6 km
- Steinmattbach (links), 1,1 km
- Ämmewaldgraben (rechts), 0,4 km[9]
- Voramstegbach (links), 4,7 km, 4,69 km², 0,09 m³/s

Sellenbodenbach, 6,3 km, 10,4 km², 0,19 m³/s
- Dorfbach  (links), 1,2 km
- Waldbach (rechts), 3,7 km, 4,51 km², 0,07 m³/s

Grosse Aa
- keine Zuflüsse

## Hydrologie
Bei der Mündung der Grossen Aa in den Sempachersee beträgt ihre modellierte mittlere Abflussmenge (MQ) 280 l/s.  Ihr Abflussregimetyp ist nivo-pluvial préalpinpluvial inférieur und ihre Abflussvariabilität beträgt 25.